# Staufbergkirche

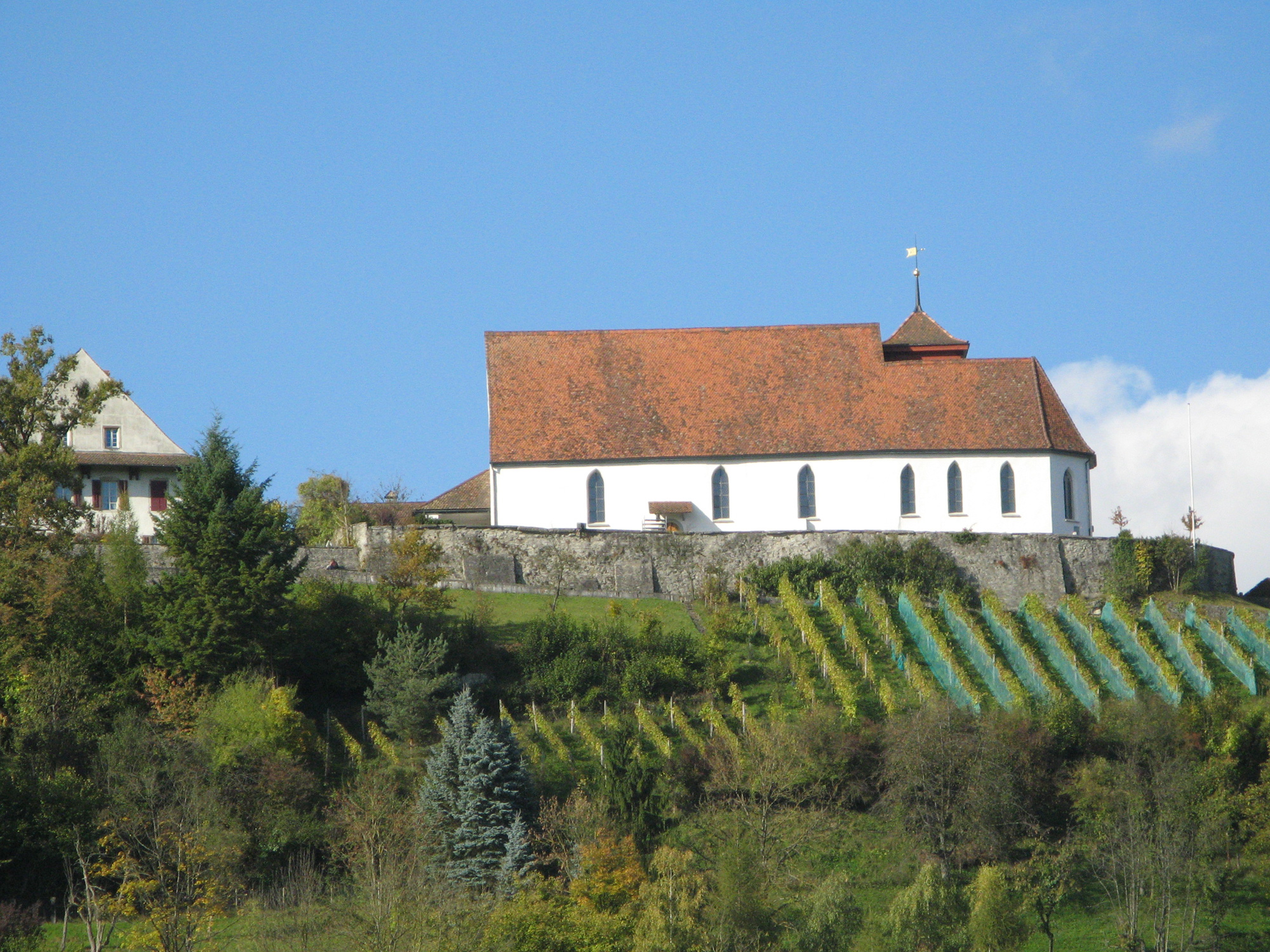
Die Staufbergkirche auf dem Staufberg

Die Staufbergkirche ist eine reformierte Kirche in der Schweiz. Sie befindet sich auf dem Staufberg oberhalb des Dorfes Staufen. Die Geschichte der Kirche reicht mindestens bis ins 10. Jahrhundert zurück, womit Staufberg eine der ältesten Pfarreien im Kanton Aargau ist. Der Kirchenbezirk besteht neben der Kirche aus dem Pfarrhaus, der Pfarrscheune, dem Friedhof, dem Sigristenhaus sowie dem Wasch- und Brunnenhaus. Als Kulturgut von nationaler Bedeutung steht die Gebäudegruppe unter Denkmalschutz. Von besonderer kultureller Bedeutung sind die Glasmalereien aus der ersten Hälfte des 15. Jahrhunderts.

## Geschichte

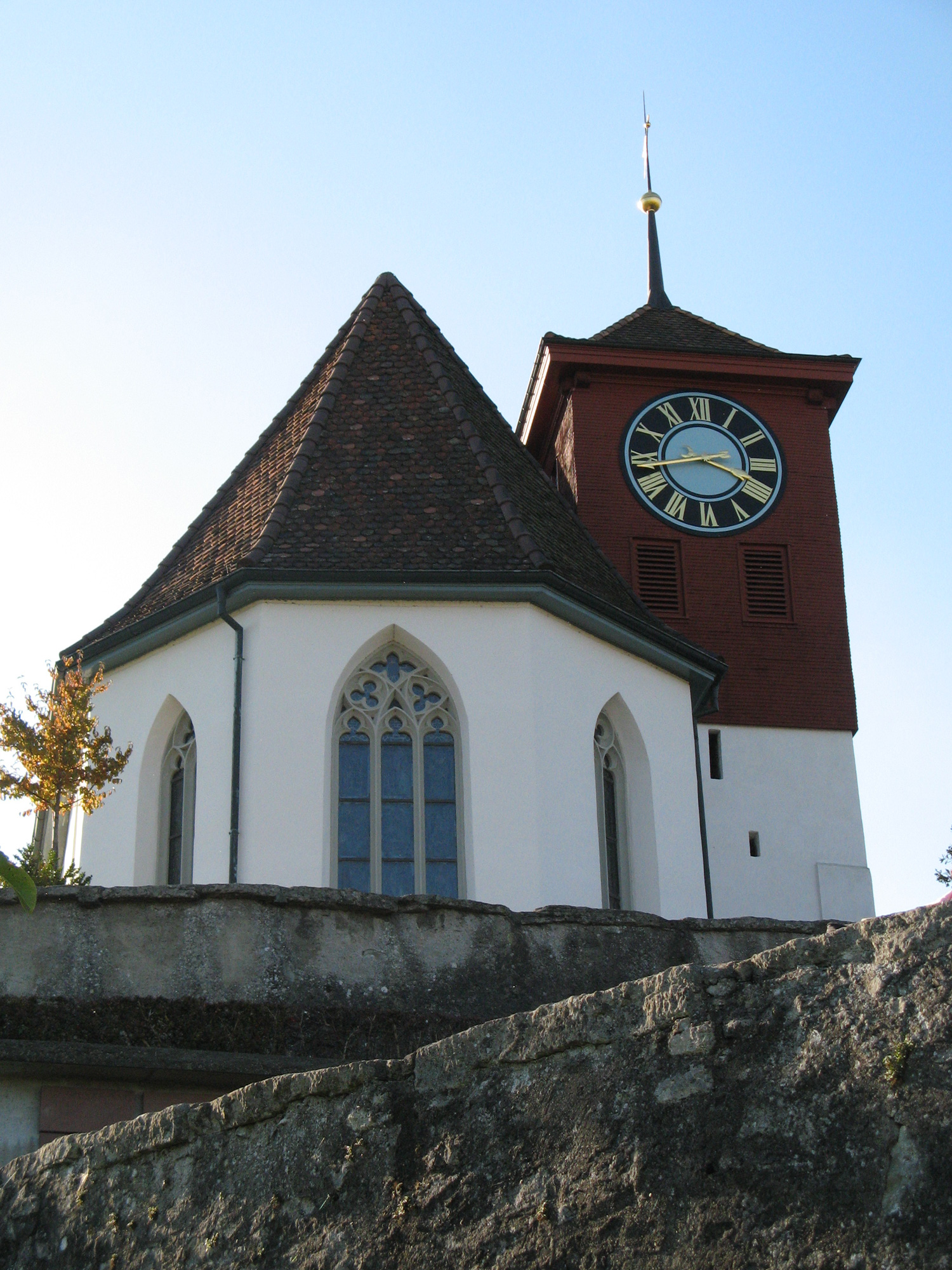
Aussenansicht

Die Form des Hügels erinnert an einen umgekehrten Kelch. Im Althochdeutschen heisst Kelch Stouf, woraus sich der Name Staufberg entwickelte. Darauf weist auch das Gemeindewappen von Staufen hin, welches drei goldene Kelche zeigt. 1949 und 1995 stiessen Archäologen bei Grabungen auf Keramik, Dachziegel und bemalten Verputz aus römischer Zeit. Es besteht somit hypothetisch die Möglichkeit, dass sich auf dem Staufberg eine heidnische Kultstätte befand, die später von Christen übernommen wurde. Entsprechende bauliche Zeugnisse sind jedoch durch nachfolgende Bautätigkeit und das Abtragen des Terrains bis auf den Fels verschwunden. Vermutet wird ein Burgstall auf dem höchsten Punkt des Staufbergs westlich der Kirche.
Gegen Ende des Frühmittelalters war der Staufberg eine der Urpfarreien des Aargaus. Diese wurde 1101 erstmals urkundlich erwähnt, die Kirche war dem Heiligen Laurentius von Rom geweiht. Zum ausgedehnten Sprengel gehörten damals neben Staufen auch Lenzburg (bis 1565), Schafisheim, Niederlenz, Hendschiken, Möriken sowie Teile von Dottikon und Othmarsingen. Bis heute ist Schafisheim Teil der Kirchgemeinde Staufberg geblieben. Kaiser Barbarossa bestätigte 1173 dem Stift Beromünster drei Viertel des Kirchensatzes. Die Habsburger beanspruchten diese Rechte für sich selbst und vergaben sie 1312 an das von ihnen gegründete Kloster Königsfelden. Das verbleibende Viertel trat das Kloster Allerheiligen in Schaffhausen 1330 und 1364 durch Verkauf ab. Mit der Eroberung des Aargaus durch die Eidgenossenschaft fiel der Staufberg an Bern. Als Bern im Jahre 1528 die Reformation einführte, wurde auch der Staufberg reformiert. Von 1798 bis 1906 war der Staufberg eine Staatspfründe des Kantons Aargau und gehört seither der Kirchgemeinde.

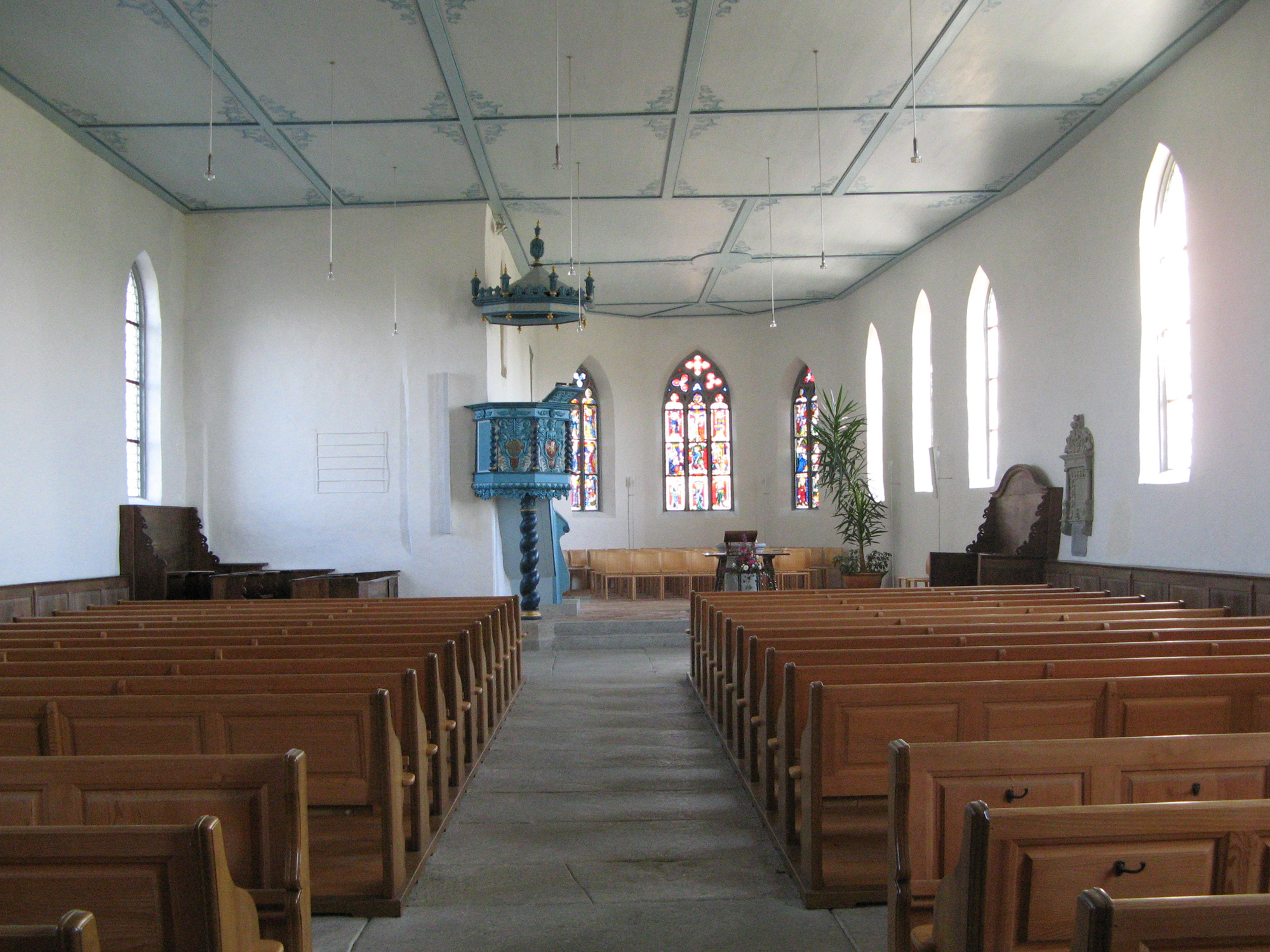
Innenansicht

Grundmauern aus dem 10. Jahrhundert im vorderen Teil des Langhauses bilden die ältesten erhalten gebliebenen Teile der Pfarrkirche. Im 12. Jahrhundert wurde das Gebäude nach Westen verlängert und im 14. Jahrhundert nach Norden hin verbreitert. Ebenfalls aus dem 12. Jahrhundert stammt ein Teil des Kirchturms. Um das Jahr 1400 erhielt die Kirche mit der letzten Erweiterung nach Westen ihre heutige Ausdehnung. Ein Blitzschlag verursachte 1419 einen Brand, der den Turm und den grössten Teil des Chors einäscherte. 1420 wurden diese Gebäudeteile im gotischen Stil wieder aufgebaut. Um 1435/40 kamen Glasmalereien an der Chorwand hinzu, 1464 im Winkel zwischen Chor und Turm eine Marienkapelle, die man nach der Reformation zu einer Sakristei verkleinerte. 1893 erhielt die Kirche eine neue Decke, 1984 wurden die Glasmalereien restauriert. Umfangreiche Restaurierungen erfolgten 1995/96 im Innern und von 2001 bis 2003 an der Aussenseite.

## Kirchengebäude

### Architektur
Die Kirche ist in einem romanisch-gotischen Übergangsstil erbaut. Der Baukörper besitzt weder einen Sockel noch eine architektonische Gliederung. Das Gegeneinander von weissem Putz und dunklem, tief heruntergezogenem Satteldach verstärkt die Schlichtheit. Schmückende Elemente sind das Vorzeichen mit Walmdach und die dunkelrote Holzverschalung im oberen Teil des Kirchturms, dessen Pyramidendach kaum das Kirchendach überragt. Auf der Südseite geht das Langhaus nahtlos in den fünfeckigen Chor über, während auf der Nordseite Kirchturm und Sakristei hervor ragen. Nur die drei vordersten Fenster des Chors verfügen über ein Masswerk.

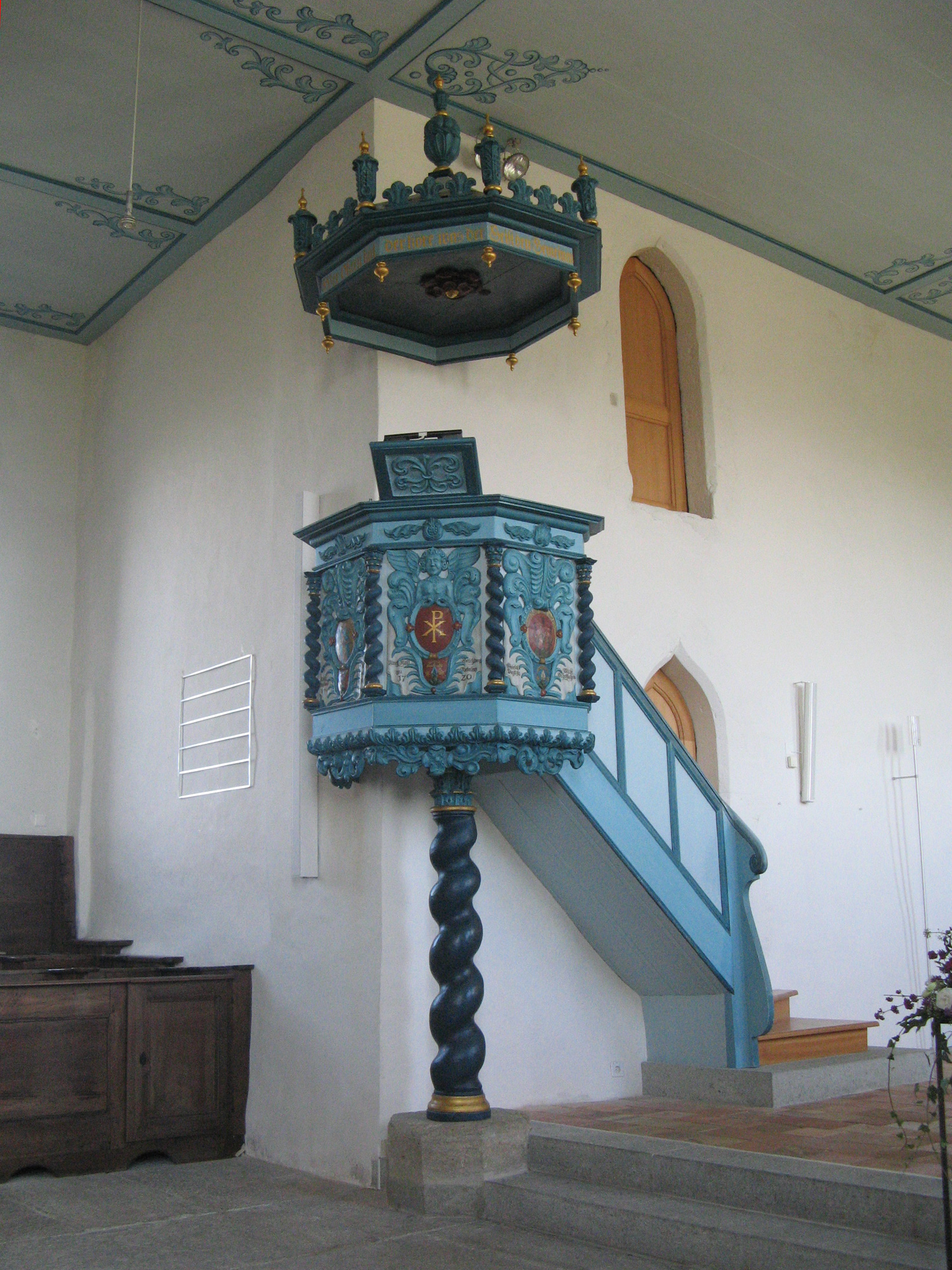
Kanzel mit Turmzugang und Läuttüre

### Innenausstattung
Der Innenraum verfügt über die Rekonstruktion einer barocken Kassettendecke von ca. 1720, deren Felder von blau geränderten Leisten umrahmt sind und in den Ecken dezente Rankenmotive aufweisen. Der nördlichen Chorwand entwächst ein Sakramentshäuschen, wobei die Beschädigungen aus der Reformationszeit deutlich sichtbar sind. Daneben befindet sich eine Spitzbogentür, welche zur ehemaligen Sakristei führt. Ebenfalls an der Nordwand ist der Zugang zum Turm zu finden, darüber als Zugang zum Glockengeschoss die so genannte Läuttüre, welche erst bei der Restaurierung von 1995/96 wieder zum Vorschein kam. Der achteckige Sockel der Kanzel stammt aus dem Jahr 1483, die auf einer gewundenen Holzsäule ruhende Kanzel aus dem Jahr 1720. Letztere ist mit barocken Schnitzereien versehen und in einem leuchtend himmelblauen Farbton gehalten, der auf die Decke abgestimmt ist und sich im Orgelgehäuse ebenfalls wiederfindet. Der schlichte Taufstein mit dem Wappen des Stifters Johann Rudolf Schmalz (Landvogt von Lenzburg) kam um 1765/70 hinzu.

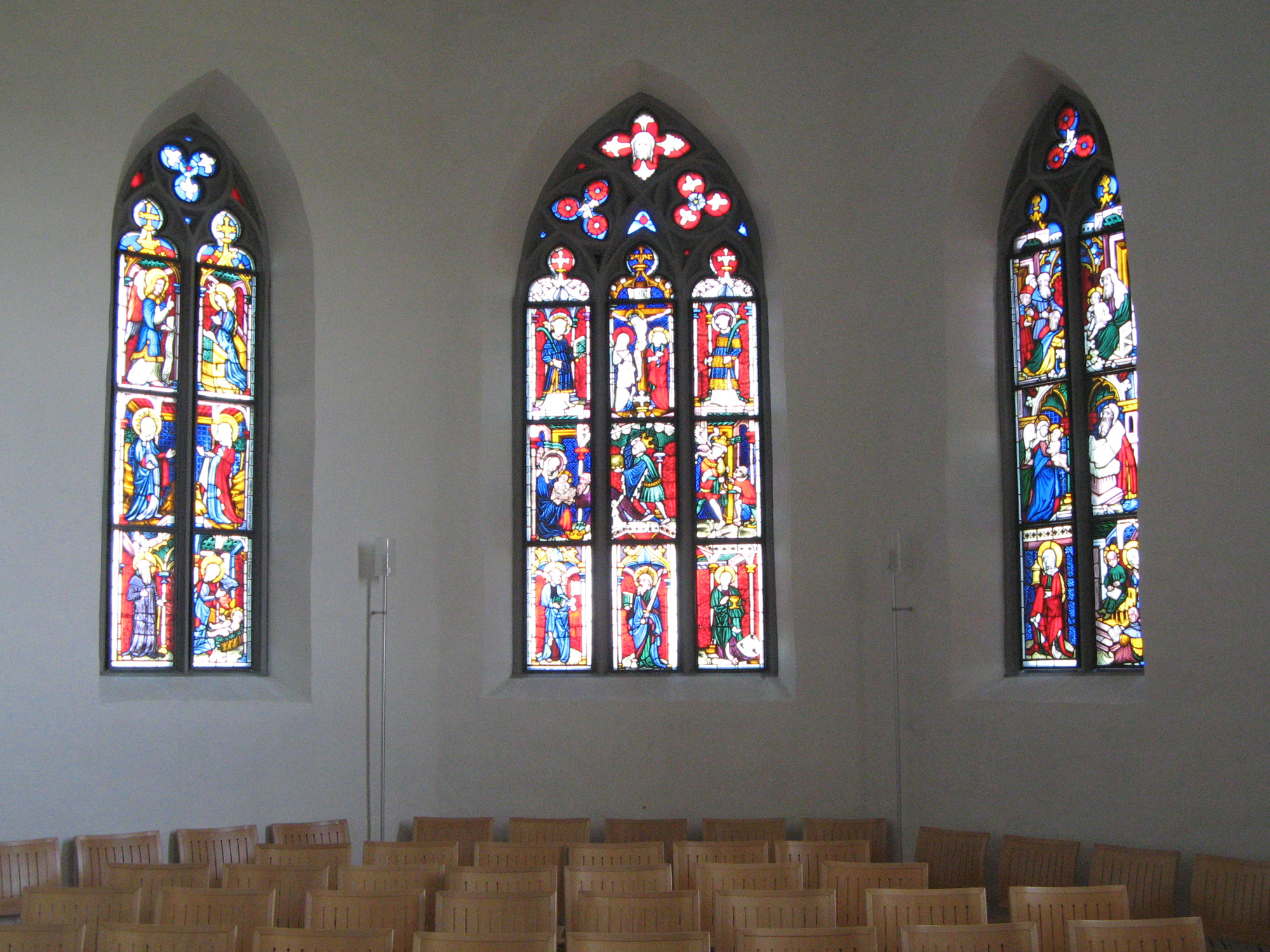
Glasfenster im Chor

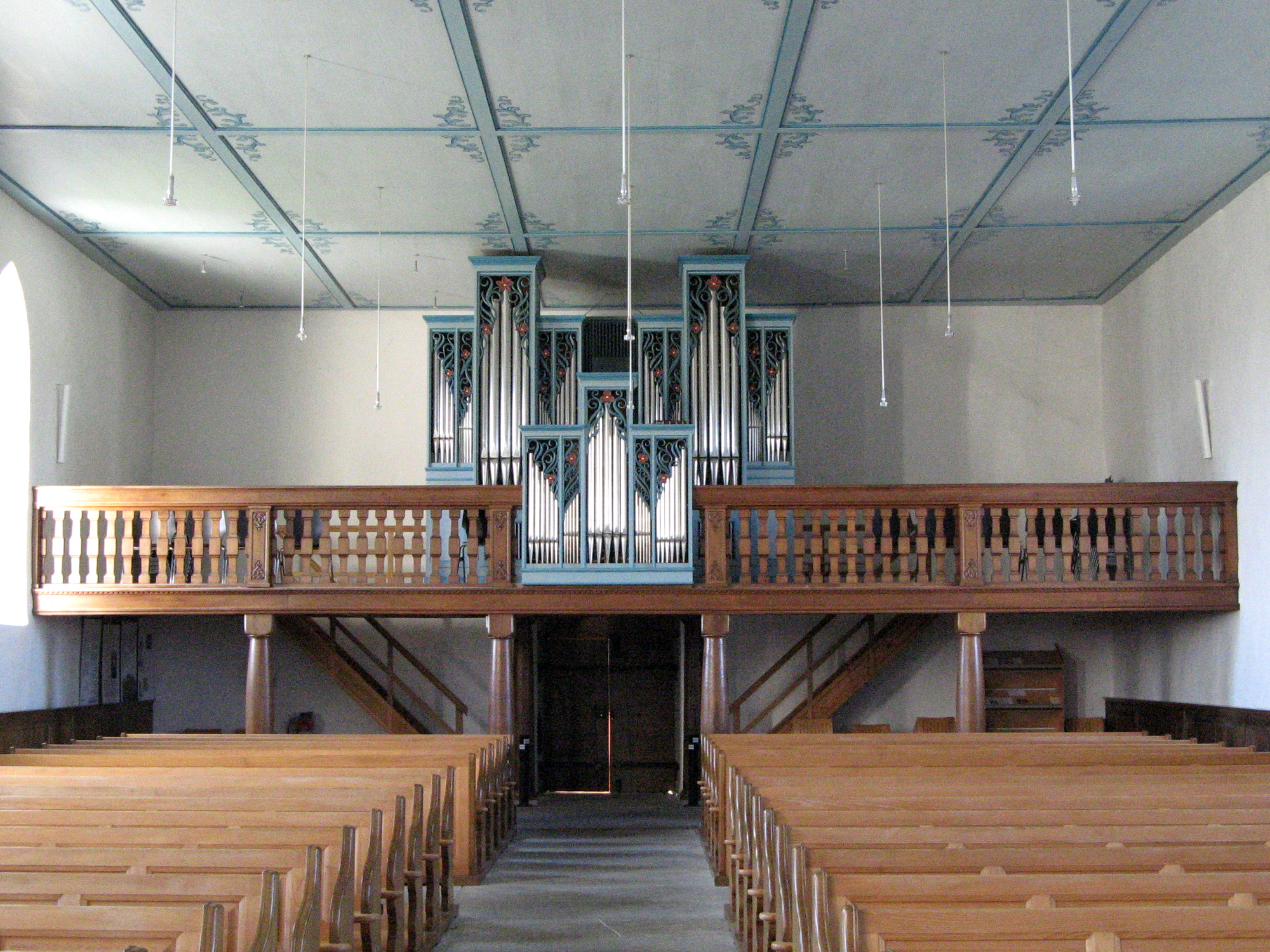
Kuhn-Orgel (1968)

Wertvollster Teil der Ausstattung sind die drei bemalten Fenster im vorderen Teil des Chors. Sie stammen aus dem Zeitraum 1435/40 und sind Teile eines einst umfangreicheren Glasgemäldezyklus. Das mittlere Fenster besitzt neun Felder in Dreierreihen, die beiden Seitenfenster je sechs Felder. Von den 21 erhalten gebliebenen Feldern sind 16 noch an ihrem ursprünglichen Standort zu finden. Das Hauptfenster zeigt in der obersten Reihe Christus am Kreuz zwischen Maria und Johannes, links vom Heiligen Vincentius flankiert, rechts vom Kirchenpatron Laurentius. In der mittleren Reihe sind die Heiligen Drei Könige abgebildet, in der unteren Reihe Petrus, Paulus und Johannes. Im linken Fenster sind von oben nach unten die Verkündigung, die Heimsuchung der Maria und die Geburt Christi abgebildet. Das rechte Fenster stellt von oben nach unten die Beschneidung, die Darbringung im Tempel und die Auffindung im Tempel.

### Orgel
1824 erhielt die Staufbergkirche erstmals eine Orgel. 1910 folgte ein Neubau durch Orgelbau Goll & Cie, Luzern, mit 18 Registern auf zwei  Manualen und Pedal (Opus 348). Die heutige Orgel mit 20 Registern auf zwei Manualen und Pedal wurde 1967/68 von der Firma Orgelbau Kuhn, Männedorf eingebaut. Anlässlich der Innenrenovierung der Kirche im Jahre 2003 wurde das zunächst naturbelassene Holzgehäuse blau gefasst und korrespondiert dabei mit dem Farbton der Decke und der Fassung der Kanzel.

### Glocken
Das Glockengeläut im Kirchturm besteht aus vier Glocken.
- Die grösste (Tonlage es′) stammt von 1420, ist 1450 kg schwer und hat einen Durchmesser von 135 cm. Sie trägt die Inschrift Mete sancta spotanea honore deo et patrie liberacione ano domini MCCCCXX («Einen heiligen freien Willen, Gott die Ehre und dem Vaterland die Befreiung»).
- Die zweitgrösste (as′) stammt aus demselben Jahr. Sie hat einen Durchmesser von 103 cm, wiegt 950 kg und trägt die Inschrift O rex glorie christe veni cum pace anno domini MCCCCXX («Oh Ruhmeskönig Christus komm [zu uns] mit Frieden. Im Jahre des Herrn 1420»). Sie wurde 1491 in der Kapelle von Lenzburg aufgestellt, gelangte 1935 als Leihgabe an die Reformierte Kirche Birmenstorf und kehrte 2002 auf den Staufberg zurück.
- Die dritte Glocke (b′) wurde um 1500 gegossen, wiegt 500 kg und hat einen Durchmesser von 95 cm. Sie trägt die gleiche Inschrift wie die zweite Glocke, ergänzt um den Zusatz ave m («Gegrüsst seist du Maria»).
- 1786 kam die vierte Glocke (ces″) hinzu. Ihr Gewicht beträgt 300 kg, ihr Durchmesser 75 cm. Als einzige trägt sie einen Vermerk des Giessers; es handelt sich um den Meister Friedrich Jakob Bär aus Aarau.[7]

## Nebengebäude

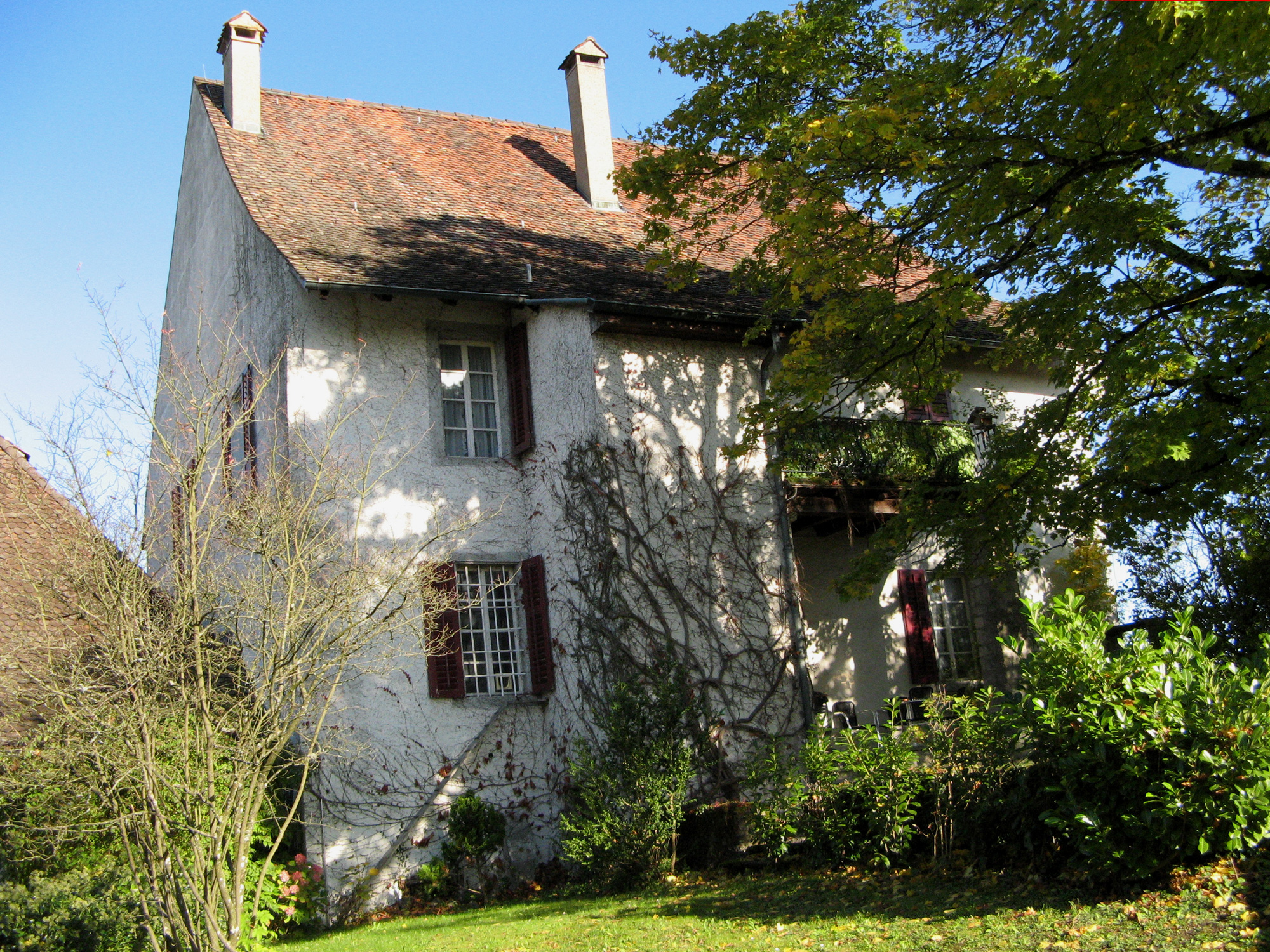
Pfarrhaus

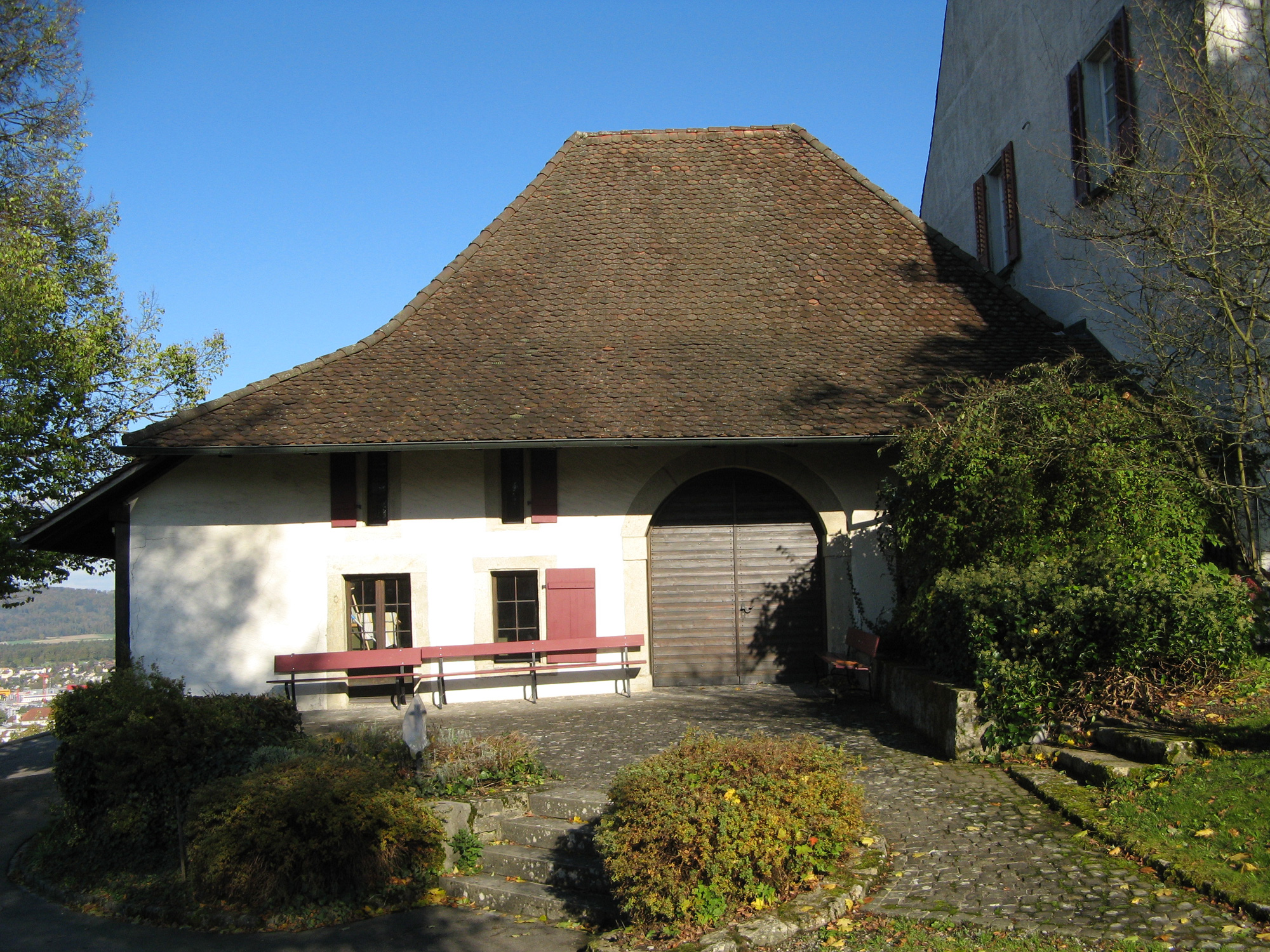
Pfarrscheune

Nordwestlich und parallel zur Kirche steht das spätgotische Sigristenhaus. Es wurde 1513 als Beinhaus erbaut, diente aber wegen der Reformation bereits fünfzehn Jahre später nicht mehr dem ursprünglichen Zweck. Erst 1586 beschloss der Rat der Stadt Bern eine neue Nutzung und wies das Gebäude dem Sigristen als Wohnhaus zu. Das Gebäude steht unmittelbar an der Hangkante, so dass das Untergeschoss auf drei Seiten frei steht. Von 1989 bis 1997 erfolgte im Innern etappenweise eine Renovation, 2001/02 die bisher letzte Aussenrestaurierung.
Das Pfarrhaus ist ein stattlicher Giebelbau mit zwei Stockwerken und einem Satteldach. Abgesehen vom Baukubus und zwei Fenstern im Estrich erinnert jedoch nichts mehr an das spätgotische Original aus dem 15. Jahrhundert, da bereits im 17. und 18. Jahrhundert mehrere Umbauten vorgenommen wurden. Die bisher letzte Aussenrestaurierung geschah 1980/81. An das Pfarrhaus angebaut ist die 1761/62 errichtete Pfarrscheune mit Walmdach. Jahrzehnte nach Aufgabe der landwirtschaftlichen Nutzung wurde sie 1980 umgebaut und dient seither für Anlässe der Kirchgemeinde.
Gegenüber dem Pfarrhaus befindet sich das Wasch- und Brunnenhaus, welches durch einen 1937 nach alten Darstellungen rekonstruierten Torbogen mit dem Sigristenhaus verbunden ist. Jahrhundertelang musste das Wasser im Dorf geschöpft und mit Eseln den Hügel hinauf transportiert werden, bis 1488 der damalige Pfarrer den Bau eines Ziehbrunnens veranlasste. Dieser war bis 1912 in Betrieb, reicht 28,4 m in die Tiefe und wurde über ein bis heute erhalten gebliebenes Laufrad von 3,8 m Durchmesser angetrieben.

## Persönlichkeiten
- Johann Caspar Seelmatter (1644–1715), Pfarrer von 1711 bis 1715